# Ervino Soares
Ervino Alessandro Pedro Soares (30 de maio de 1999) é um futebolista timorense que atua pela defesa. Atualmente joga pelo Sport Díli e Benfica.

## Carreira internacional
Ervino jogou sua primeira partida pela seleção timorense contra os Emirados Árabes Unidos pelas eliminatórias para a Copa do Mundo de 2018, em que perderam por 8 a 0.